# Christa Diez

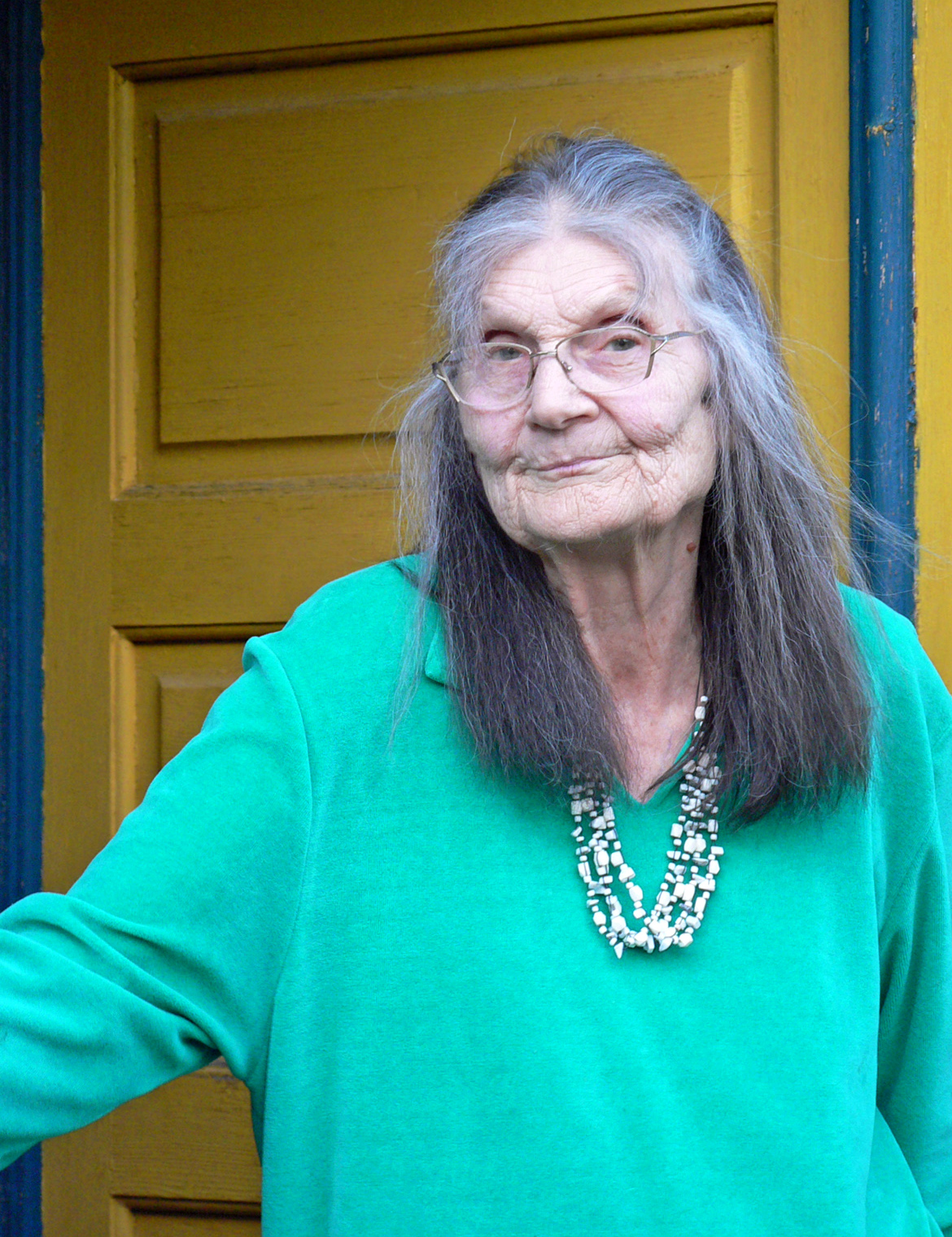
Christa Diez, 2015

Christa Margarete Annemarie Diez (* 22. November 1926 in Blankenhain; † 21. Juli 2022 in Bad Berka) war eine deutsche Malerin und Grafikerin, die einen Großteil ihrer Arbeiten mittels Steindruck realisierte.

## Leben und Wirken
Christa Diez wurde 1926 als Tochter des Arztes Armin Diez (1891–1970) und seiner Ehefrau Elly Diez, geborene Achterberg, in Blankenhain/Thüringen geboren. Nach dem Besuch der Volksschule in Blankenhain und Bad Berka erlangte sie 1944 am Sophienstift (Oberschule für Mädchen) in Weimar die allgemeine Hochschulreife. 1946 gehörte sie zum ersten Studienjahr der nach dem Krieg gerade wiedereröffneten Hochschule für Baukunst und bildende Künste, Abteilung Bildende Kunst. Davor lag ein Jahr mit Aufräumungsarbeiten zur Beseitigung kriegsbedingter Schäden an den Hochschulgebäuden. Ihre Lehrer waren u. a. Hanns Hoffmann-Lederer, Otto Herbig, Albert Schaefer-Ast, Albert Kapr und der Dozent Bruno Quass. 1951 schloss sie das Studium mit Diplom ab. Ihre Diplomaufgabe bestand in der Illustration der Fabeln des Äsop inklusive Buchgestaltung und Vorbereitung für den Druck.
Seit 1952 arbeitete Diez als freischaffende Künstlerin in Weimar und nach dem Tod ihres Vaters 1970 in ihrem Elternhaus in Blankenhain. 1952 wurde sie auch Mitglied im Verband Bildender Künstler Deutschlands (VBKD). Sie bearbeitete Aufträge von öffentlichen Einrichtungen (z. B. Kindereinrichtungen, Schulen, Kliniken, Instituten) und Betrieben, gestaltete Messen, Ausstellungen, Plakate und Programmhefte. Im Rahmen eines von 1963 bis 1976 währenden Freundschaftsvertrags mit dem VEG Saatzucht-Zierpflanzen Erfurt fertigte sie Geschenkmappen mit Farblithografien für das In- und Ausland. Studienreisen führten sie u. a. an die Ostsee, nach Prag, Budapest, Moskau und Bulgarien. Bei öffentlichen Aufträgen arbeitete sie oftmals mit dem Weimarer Künstler Otto Paetz zusammen. Eine enge Freundschaft verband sie mit Künstlerinnen und Künstlern wie Tina Bauer-Pezellen, der Textilgestalterin Anneliese Jährling (* 1918), Horst Jährling sowie den Steindruckern Arno Fehringer, Horst Arloth und Max Koch.

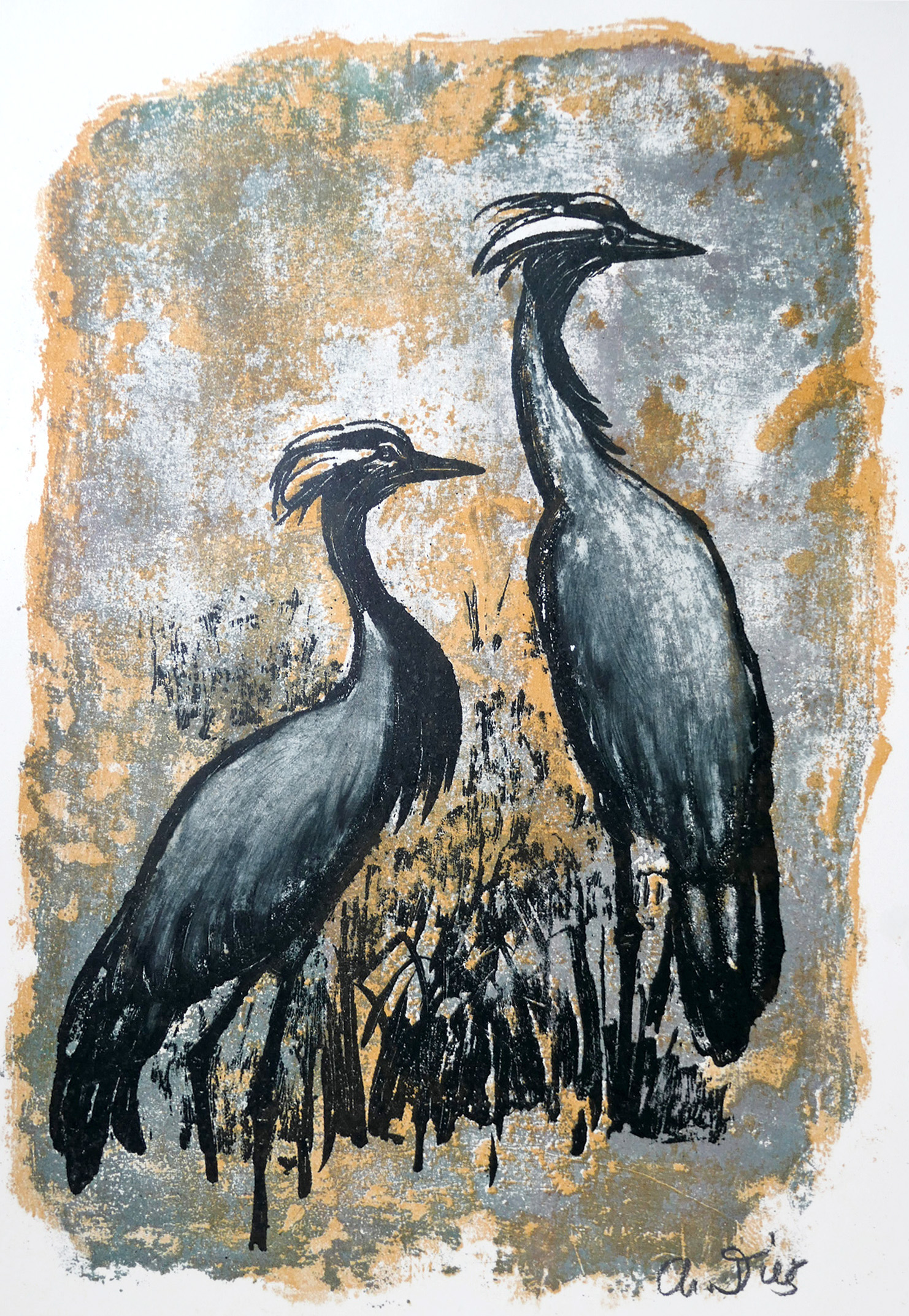
Jungfernkraniche, Farblithografie 1965

## Werk
Im Zentrum ihres Schaffens standen Tier- und Blumenmotive. Dabei bediente sie sich vornehmlich der Techniken Lithografie und Monotypie. Aber auch Landschaften, Stillleben und Menschen setzte sie in Aquarell, Mischtechnik, Öl oder mit Rohrfeder in Szene. Homorvolle Karikaturen im Stile ihres Lehrers Schaefer-Ast vervollständigen ihr Œuvre. Ihre Arbeiten waren und sind in Ausstellungen im In- und Ausland zu sehen und befinden sich z. B. im Kustodischen Bestand der Bauhaus-Universität Weimar, in der Kunstsammlung des Schlossmuseums Weimar und in der Stadtbibliothek Weimar.

## Werke (Auswahl)
- Lithografie: Serie Tanzstudien (Moissejew-Tänzer, 1950), Tiere (u. a. Esel, Kraniche, Bären, Affen, Skalare), Blumen (u. a. Gazanien, Strelitzia, Chrysanthemen, Eremurus, Rittersporn), Geschenkmappen für VEG Saatzucht-Zierpflanzen, Serie Internationale Gartenbauausstellung (iga), Fischerboote, Serie Ostern (Karikaturen)
- Monotypie: Serie VEG Saatzucht-Zierpflanzen, Netzflicker, Tiere
- Aquarell/Mischtechnik: Internationale Gartenbauausstellung, Alt-Blankenhain, Gartenidyll, Wittumspalais, Blumen

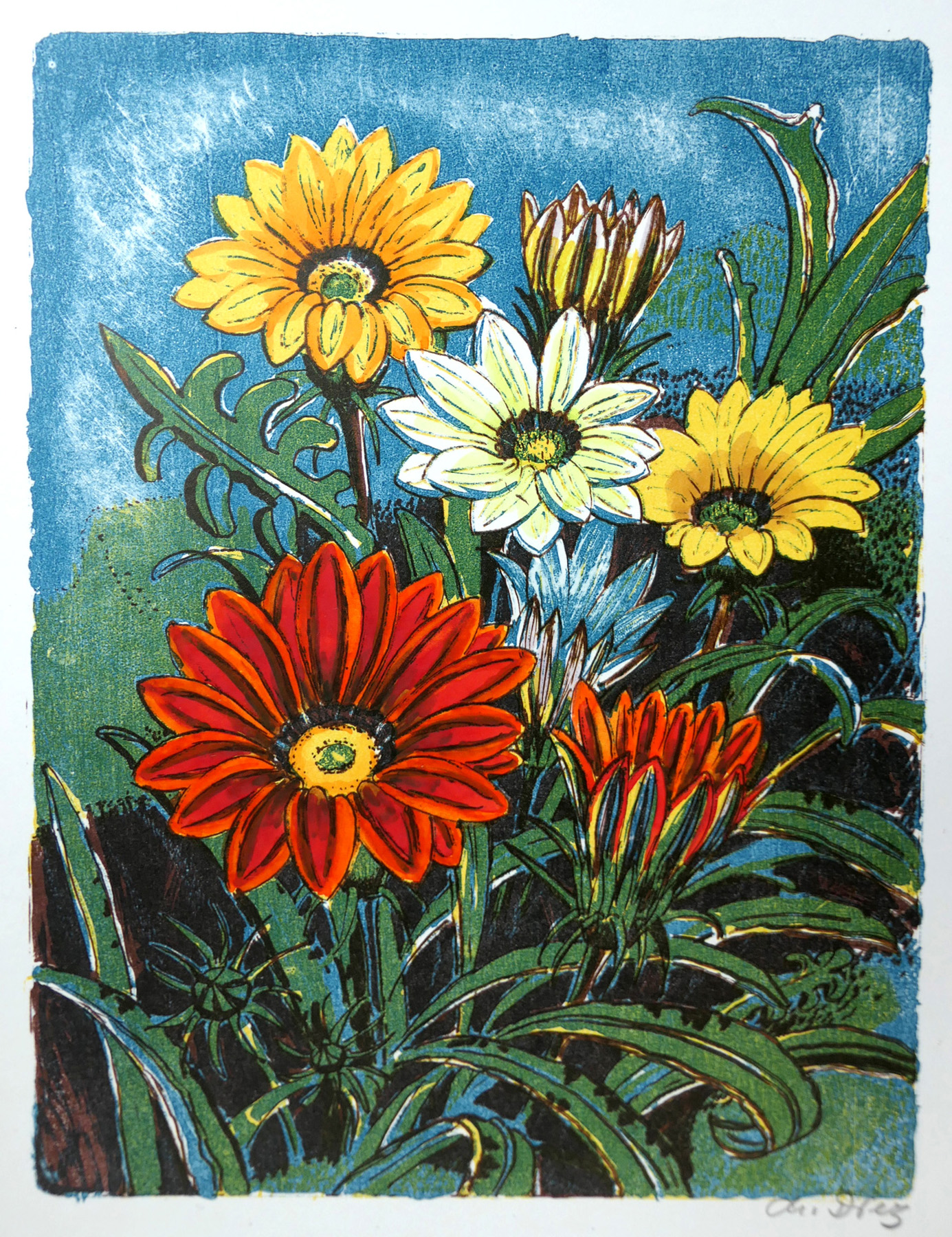
Gazanien, Farblithografie um 1970

## Ausstellungen (unvollständig)
Einzelausstellungen
- 1960/61/63: Verkaufsgenossenschaft des Verbandes Bildender Künstler Lucas Cranach, Weimar
- 1964: Porzellanfabrik Blankenhain
- 1972: Kunst der Zeit, Jena
- 1977: Christa Diez – Lithographien, Monotypien, Kunstkabinett Arnstadt
- 2006: Christa Diez zum 80. Geburtstag, Stadtbücherei Weimar[3]
- 2017: Christa Diez – Grafiken aus drei Jahrzehnten 1947 bis 1976, Bauhaus-Universität Weimar[4]
- 2019: Christa Diez – Monotypien, Kabinettausstellung Galerie Hebecker, Weimar[5]

Ausstellungsbeteiligungen
- 1957: Junge Künstler, Berlin
- 1956–1962: Bezirkskunstausstellungen, Erfurt
- 1958: Vierte Deutsche Kunstausstellung, Dresden[6]
- 1959: Ausstellung Junger Künstler anlässlich der VII. Weltfestspiele der Jugend und Studenten in Wien, Pavillon der Kunst Berlin[7]
- 1960: Frauenschaffen und Frauengestalten in der bildenden Kunst.50 Jahre Internationaler Frauentag, Pavillon der Kunst Berlin[8]
- 1964: Lebensfreude, Schlossmuseum Gotha
- 1965: Internationale Buchkunst-Ausstellung, Leipzig
- 1972: auftakt 72, Kunstausstellung des Bezirkes Erfurt, Weimar
- 1974: Kunst für uns, Weimar, Galerie im Schloss
- 1975: Bezirkskunstausstellung Erfurt
- 2001: Zum 50. Todestag von Albert Schaefer-Ast, Haus Am Horn, Weimar